# Jonathan Lipnicki
Jonathan William Lipnicki (Westlake City, Kalifornia, 1990. október 22. –) amerikai színész.
Legismertebb alakításait gyermekszínészként nyújtotta olyan hollywoodi filmekben, mint a Jerry Maguire – A nagy hátraarc vagy a Stuart Little, kisegér első két része.

## Gyermekkora és családja
Zsidó származású családban született, a kaliforniai Westlake Village-ben, Joseph és Rhonda (leánykori nevén Rosen) fiaként. Egy nővére van, Alexis.

## Színészi pályafutása
Színészként 1996-ban debütált a Jerry Maguire – A nagy hátraarc című filmben, a Renée Zellweger által alakított szereplő fiaként. Ezután a The Single Guy, a The Jeff Foxworthy Show, valamint a Dawson és a haverok és a Meego című televíziós sorozatok epizódjaiban tűnt fel. 1999-ben szerepelt a Stuart Little, kisegér című filmben, majd annak 2002-es folytatásában. 2000-ben főszerepet játszott a The Little Vampire című filmben, 2002-ben pedig a Csodacsuka című családi vígjátékban, mely két héttel a Stuart Little 2. előtt került forgalomba; mindkét film jól teljesített a mozikban, és ismertté tette Lipnicki-t a tizenéves nézők körében, noha azóta a színész inkább független filmekben szerepelt.

## Társadalmi tevékenysége
Aktívan támogatóként, illetve előadóként vett részt a mellrák ellen küzdő Breast Cancer Research Foundation, a fiatalkori cukorbetegséggel foglalkozó Juvenile Diabetes Research Foundation, a beteg gyerekeket támogató Starlight Children's Foundation alapítványok, valamint az NBA olvasást népszerűsítő Read to Achieve programjának rendezvényein. 2001-ben a Juvenile Diabetes Research Foundation az „év hősének” választotta az akkor mindössze tízéves Lipnickit, a szervezet céljainak érdekében folytatott erőfeszítéseiért. A felsoroltakon túl Lipnicki nemzetközi szószólója a gyermekek egészségéért küzdő Pediatric Chiropractic and Kids Day America/International szervezetnek, továbbá olyan állatvédő szervezetekkel is együtt dolgozik, mint a Pets and their Stars és a The Nuts for Mutts.

## Filmográfia

### Film
| Év   | Magyar cím                                          | Eredeti cím                      | Szerep                    | Magyar hang     |
| ---- | --------------------------------------------------- | -------------------------------- | ------------------------- | --------------- |
| 1996 | Jerry Maguire – A nagy hátraarc                     | Jerry Maguire                    | Ray Boyd                  | Szalay Csongor  |
| 1998 | Dr. Dolittle                                        | Dr. Dolittle                     | Kis tigris (cameo hangja) |                 |
| 1999 | Stuart Little, kisegér                              | Stuart Little                    | George Little             | Baradlay Viktor |
| 2000 |                                                     | The Little Vampire               | Tony Thompson             |                 |
| 2002 | Csodacsuka                                          | Like Mike                        | Murph                     | Baradlay Viktor |
| 2002 | Stuart Little, kisegér 2.                           | Stuart Little 2.                 | George Little             | Baradlay Viktor |
| 2003 | A pufi bölcs (Amikor Zachary Beaver a városba jött) | When Zachary Beaver Came to Town | Toby Wilson               |                 |
| 2005 |                                                     | The L.A. Riot Spectacular        | Tom Saltine Jr.           |                 |
| 2011 |                                                     | For the Love of Money            | fiatal Yoni               |                 |
| 2012 |                                                     | Tag                              | Rush                      |                 |
| 2012 |                                                     | Bering Sea Beast                 | Joe                       |                 |
| 2014 | Tökös csávó 2.                                      | Bad Asses                        | Hammer                    | Hám Bertalan    |

### Televízió
| Év        | Magyar cím              | Eredeti cím                           | Szerep           | Megjegyzések                    |
| --------- | ----------------------- | ------------------------------------- | ---------------- | ------------------------------- |
| 1996–1997 |                         | The Jeff Foxworthy Show               | Justin Foxworthy | visszatérő szereplő (15 epizód) |
| 1997      |                         | Meego                                 | Alex Parker      | főszereplő (13 epizód)          |
| 1997      |                         | The Single Guy                        | Rudy             | 1 epizód                        |
| 1997–2002 |                         | The Rosie O'Donnell Show              | önmaga           | 2 epizód                        |
| 2000      | Dawson és a haverok     | Dawson's Creek                        | Buzz Thompson    | 3 epizód                        |
| 2002      |                         | The Late Late Show with Craig Kilborn | önmaga           | 1 epizód                        |
| 2002      |                         | HBO First Look                        | önmaga           | 1 epizód                        |
| 2002      |                         | TV total                              | önmaga           | 1 epizód                        |
| 2003      | Angyali érintés         | Touched by an Angel                   | Stan             | 1 epizód                        |
| 2003      |                         | The Brendan Leonard Show              | önmaga           | 1 epizód                        |
| 2003      |                         | The Sharon Osbourne Show              | önmaga           | 1 epizód                        |
| 2005      | Family Guy              | Family Guy                            | Wesly (hangja)   | 1 epizód                        |
| 2005      |                         | Biography                             | önmaga           | 1 epizód                        |
| 2006      |                         | Kathy Griffin: My Life on the D-List  | önmaga           | 1 epizód                        |
| 2008      |                         | Entertainment Tonight                 | önmaga           | 1 epizód                        |
| 2009      | Monk – A flúgos nyomozó | Monk                                  | Rudy Smith       | 1 epizód                        |
| 2009      |                         | Glenn Martin DDS                      | színész (hangja) | 1 epizód                        |
| 2011      |                         | The John Kerwin Show                  | önmaga           | 1 epizód                        |
| 2013      |                         | Family Tools                          | Ryan             | 1 epizód                        |
| 2018      |                         | Celebs Go Dating                      | önmaga           | 4. évad versenyzője             |

## Díjak és jelölések
| Év   | Díj                  | Kategória                                                | Eredmény | Megjegyzések                    |
| ---- | -------------------- | -------------------------------------------------------- | -------- | ------------------------------- |
| 1997 | Critics Choice Award | legjobb gyerekszínész                                    | Elnyerte | Jerry Maguire – A nagy hátraarc |
| 1997 | Young Artist Award   | legjobb filmes alakítás (10 éves vagy fiatalabb színész) | Elnyerte | Jerry Maguire – A nagy hátraarc |
| 1997 | Young Star Award     | legjobb alakítás filmdrámában (fiatal színész)           | Jelölve  | Jerry Maguire – A nagy hátraarc |
| 1998 | Young Star Award     | legjobb alakítás vígjátéksorozatban (fiatal színész)     | Jelölve  | Meego                           |
| 2000 | Young Artist Award   | legjobb filmes alakítás (10 éves vagy fiatalabb színész) | Jelölve  | Stuart Little, kisegér          |
| 2000 | Young Star Award     | legjobb fiatal színész (filmvígjáték)                    | Elnyerte | Stuart Little, kisegér          |
| 2001 | Szaturnusz-díj       | legjobb fiatal színész                                   | Jelölve  | The Little Vampire              |
| 2001 | Young Artist Award   | legjobb filmes alakítás (10 éves vagy fiatalabb színész) | Elnyerte | The Little Vampire              |

## Fordítás
- Ez a szócikk részben vagy egészben  a   Jonathan Lipnicki című angol Wikipédia-szócikk ezen változatának fordításán alapul.  Az eredeti cikk szerkesztőit annak laptörténete sorolja fel. Ez a jelzés csupán a megfogalmazás eredetét és a szerzői jogokat jelzi, nem szolgál a cikkben szereplő információk forrásmegjelöléseként.